# Casey Kasem
Pour les articles homonymes, voir Kasem.
Kémal Amin Kasem, plus connu sous le nom de Casey Kasem, est un disc jockey et producteur américain, né le 27 avril 1932 à Détroit, Michigan et décédé le 15 juin 2014 à Gig Harbor dans l'État de Washington, des suites de la maladie à corps de Lewy.
Kasem anime l'émission radiophonique American Top 40 (en) à partir de 1970. Il est également comédien de doublage et prête notamment sa voix à Sammy Rogers dans la série télévisée d'animation Scooby-Doo (Scooby-Doo, Where Are You !).

## Biographie

### Jeunesse et formation
Kémal Amin Kasem naît à Détroit. Ses parents, qui ont quitté le Liban, y tiennent une épicerie. Il étudie à l'université de Wayne State,. Kasem effectue un stage dans la station de radio WDTR, il tient ensuite des rôles dans des feuilletons radiophoniques. Durant la guerre de Corée, il travaille comme disc jockey pour l'American Forces Network.

### Carrière radiophonique
Casey Kasem débute en tant que disc jockey sur des stations locales. Il s'installe en Californie et travaille pour KRLA. En 1970, il fait partie des créateurs de l'émission radiophonique hebdomadaire American Top 40 (en). Kasem, qui s'inspire de l'émission musicale de NBC Your Hit Parade (en), diffuse les morceaux figurant dans le classement des ventes établi par le magazine musical Billboard. Le show débute sur cinq stations, puis est diffusé dans tout le pays en syndication et compte jusqu'à 10 millions d'auditeurs. Kasem, qui touche un pourcentage sur les revenus publicitaires des stations diffusant son émission, devient l'un des animateurs les mieux payés du pays. Un litige contractuel avec ABC Radio entraîne son départ en 1988. Le DJ lance alors un programme concurrent, baptisé Casey's Top 40 (en), qu'il présente jusqu'en 1998. Il acquiert alors les droits sur le nom « American Top 40 » et reprend l'émission jusqu'en 2004. L'animateur prend sa retraite en 2009.

### Autres activités
À la fin des années 1960, l'animateur fait des apparitions au cinéma dans des films à petit budget. Par la suite, il joue notamment dans New York, New York et SOS Fantômes (Ghostbusters). Il prête sa voix à Sammy Rogers dans la série télévisée d'animation Scooby-Doo (Scooby-Doo, Where Are You !), diffusée à partir de 1969,.
Au cours des années 1980, Casey Kasem présente l'émission télévisée America's Top 10 (en), durant laquelle sont diffusés les clips de chansons figurant dans le classement Billboard Hot 100 de la semaine.

## Engagements
Casey Kasem, dont les parents sont Druzes, milite en faveur des Arabes américains et s'élève contre les stéréotypes négatifs dont ils s'estiment victimes dans les médias. Au cours des années 1990, il critique la présence militaire américaine au Moyen-Orient,.
Il soutient d'autres causes, comme celle des sans-abris,.

## Récompenses
Le DJ reçoit une étoile sur le Walk of Fame d'Hollywood en 1981. En 1992, il est introduit au National Radio Hall of Fame (en). Le « radio icon award » lui est décerné en 2003 lors de la cérémonie des Radio Music Awards.

## Filmographie

### comme acteur
- 1964 : Mister Magoo (série télévisée) (voix)
- 1966 : The Girls from Thunder Strip
- 1968 : The Glory Stompers : Mouth
- 1969 : 2000 Years Later : Disk Jockey
- 1969 : Wild Wheels : Knife
- 1969 : Cattanooga Cats (série télévisée) : Groovy (voix)
- 1969 : Hot Wheels (série télévisée) : Tank Mallory / Dexter Carter (voix)
- 1969 : Scooby-Doo ("Scooby-Doo, Where Are You!") (série télévisée) : Norville 'Shaggy' Rogers (voix)
- 1969 : Les Aventures de Batman (série télévisée) : Robin (Dick Grayson) (voix)
- 1969 : The Cycle Savages : Keeg's Brother
- 1969 : 1, rue Sésame ("Sesame Street") (série télévisée) : Additional Voices (19??-19??) (voix)
- 1969 : Scream Free! : Phil
- 1970 : Josie and the Pussycats (série télévisée) : Alexander Cabot III (voix)
- 1971 : Here Comes Peter Cottontail (téléfilm) : Peter Cottontail (voix)
- 1971 : The Incredible 2-Headed Transplant : Dr. Ken Anderson
- 1972 : The Doomsday Machine : Mission Control announcer
- 1972 : Josie and the Pussy Cats in Outer Space (série télévisée) : Alexander Cabot III (voix)
- 1972 : Les Grandes rencontres de Scooby-Doo (The New Scooby-Doo Movies) (série télévisée) : Shaggy (voix)
- 1973 : Super Friends (série télévisée) : Robin (Dick Grayson) (voix)
- 1973 : The Bear Who Slept Through Christmas (téléfilm) : Narrator (voix)
- 1974 : Hong Kong Fou Fou ("Hong Kong Phooey") (série télévisée) (voix)
- 1975 : La Nuit qui terrifia l'Amérique (The Night That Panicked America) (téléfilm) : Mercury Theatre Player
- 1975 : Le Dernier des Mohicans (The Last of the Mohicans) (téléfilm) : Uncas (voix)
- 1976 : The Day the Lord Got Busted : Bernie
- 1976 : Chewing gum rallye de Charles Bail (en) : Radio D.J. (voix)
- 1976 : Mantalo ("Jabberjaw") (série télévisée)
- 1977 : Scooby's All Star Laff-A-Lympics (série télévisée) : Shaggy Rogers / Mr. Creeply (voix)
- 1977 : New York, New York : D.J. aka Midnight Bird
- 1977 : The All-New Super Friends Hour (série télévisée) : Robin (Dick Grayson) (voix)
- 1977 : What's New, Mr. Magoo? (en) (série télévisée) (voix)
- 1978 : Dynomutt Dog Wonder (série télévisée) : Shaggy Rogers of the Scooby Gang / Fishface / Swamp Rat (voix)
- 1978 : Challenge of the SuperFriends (série télévisée) : Robin (Dick Grayson) / Computer (voix)
- 1978 : La Bataille des planètes ("Battle of the Planets") (série télévisée) : Mark (voix)
- 1978 : Disco Fever (en) : Brian Parker
- 1979 : The Flintstones Meet Rockula and Frankenstone (téléfilm) : Monty Marble (voix)
- 1979 : The Dark : Police Pathologist
- 1979 : The World's Greatest SuperFriends (série télévisée) : Robin (Dick Gayson) (voix)
- 1979 : Scooby-Doo et Scrappy-Doo (série télévisée) : Norville 'Shaggy' Rogers (voix)
- 1979 : Scooby-Doo Goes Hollywood (téléfilm) : Norville 'Shaggy' Rogers (voix)
- 1980 : The Return of the King (téléfilm) : Meriadoc Brandybuck (voix)
- 1980 : The Richie Rich/Scooby-Doo Hour (série télévisée) : Norville 'Shaggy' Rogers (voix)
- 1981 : Space Stars (série télévisée) : Announcer (voix)
- 1981 : Women Who Rate a 10 (téléfilm) : Announcer
- 1982 : The Scooby and Scrappy-Doo Puppy Hour (série télévisée) : Shaggy (voix)
- 1984 : SuperFriends: The Legendary Super Powers Show (série télévisée) : Robin (Dick Grayson) (voix)
- 1984 : Transformers (série télévisée) : Bluestreak / Cliffjumper / Dr. Archeville / Teletraan 1 (voix)
- 1985 : Scooby's Mystery Funhouse (série télévisée) : Shaggy (voix)
- 1985 : Les Treize Fantômes de Scooby-Doo (The 13 Ghosts of Scooby-Doo) (série télévisée) : Norville 'Shaggy' Rogers (voix)
- 1986 : The Super Powers Team: Galactic Guardians (série télévisée) : Robin (Dick Grayson) (voix)
- 1986 : Mystérieusement vôtre, signé Scoubidou (The All-New Scooby and Scrappy-Doo Show) (série télévisée) : Norville 'Shaggy' Rogers (voix)
- 1986 : La Guerre des robots (The Transformers: The Movie) de Shin Nelson : Cliffjumper (voix)
- 1987 : Scooby-Doo Meets the Boo Brothers (téléfilm) : Shaggy (voix)
- 1988 : Scooby-Doo and the Ghoul School (téléfilm) : Shaggy, Mirror Monster (voix)
- 1988 : Scooby-Doo et le Rallye des monstres (Scooby-Doo and the Reluctant Werewolf) (téléfilm) : Shaggy (voix)
- 1988 : Scooby-Doo : Agence Toutou Risques (A Pup Named Scooby-Doo) (série télévisée) : Norville 'Shaggy' Rogers (voix)
- 1989 : Sauvé par le gong (série télévisée)
- 1990 : Capitaine Planète (Captain Planet and the Planeteers) (série télévisée) : Game Show Host, Lexo Starbuck (voix)
- 1994 : Cosmic Slop (téléfilm) : Special Appearance
- 1994 : Scooby-Doo in Arabian Nights (téléfilm) : Shaggy (voix)
- 1997 : James Dean: Race with Destiny (téléfilm) : Bill Romano
- 1997 : Merry Christmas, George Bailey (téléfilm) : Radio Announcer
- 1999 : Scooby-Doo's Greatest Mysteries (vidéo) : Norville 'Shaggy' Rogers (voix)
- 2000 : Scooby-Doo's Creepiest Capers (vidéo) : Shaggy (voix)
- 2000 : Les Razmoket à Paris, le film (Rugrats in Paris: The Movie - Rugrats II) : Wedding DJ (voix)
- 2003 : Scooby-Doo et les Vampires (Scooby-Doo and the Legend of the Vampire) (vidéo) : Norville 'Shaggy' Rogers (voix)
- 2003 : Scooby Doo et le monstre du Mexique (Scooby-Doo and the Monster of Mexico) (vidéo) : Shaggy (voix)
- 2003 : Les Looney Tunes passent à l'action (Looney Tunes: Back in Action) : Sammy (voix)
- 2004 : Scooby-Doo et le monstre du Loch Ness (Scooby-Doo and the Loch Ness Monster) (vidéo) : Sammy (voix)
- 2005 : Aloha, Scooby-Doo (vidéo) : Sammy (voix)
- 2005 : Hula Hullabaloola (vidéo) : Sammy (voix)
- 2005 : Scooby-Doo au pays des pharaons de Joe Sichta (vidéo) : Norville 'Sammy' Rogers (voix)
- 2006 : Scooby-Doo et le Triangle des Bermudes (vidéo) : Sammy
- 2006-2008 : Sammy et Scooby en folie (téléfilm) : Oncle Albert (voix)

### comme producteur
- 1968 : The Glory Stompers
- 1969 : The Cycle Savages
- 1980 : America's Top 10 (série télévisée)